# 토쿠노 쇼타로
토쿠노 쇼타로(일본어: 得能正太郎 도쿠노 쇼타로[*], 1985년 2월 15일 - )는 일본의 남성 만화가, 일러스트레이터이다. 어뮤즈먼트미디어 종합학원 게임 그래픽 과정 졸업.

## 인물
도쿄도 거주.
고등학생 시절에 고단샤 훼마스 스쿨의 통신 교육을 받은 뒤, 미술대학에 진학하는 것을 생각하게 되었고, 수험을 2번이나 치뤘지만 불합격하여, 어뮤즈먼트미디어 종합학원에 진학한다. 2004년부터 삽화·일러스트를 그리기 시작했고, 2006년에 게임 회사에 취직했으나, 2008년에 퇴사하고 프리랜서가 된다.
2009년부터 2012년에 걸쳐 와니북스의 월간지 〈코믹 검〉에서 《코모레비의 나라》를 연재했으며, 2013년부터 호분샤의 원간지 〈망가타임 키라라 캐럿〉에서 《NEW GAME!》을 연재하고 있다. 또한 「Vision」이라는 서클에서 동인 활동도 하고 있다.

## 작품 목록

### 만화
- 코모레비의 나라 (〈코믹 검〉, 전 4권)
- NEW GAME! (〈망가타임 키라라 캐럿〉, 2013년 3월호 - 5월호, 7월호 - 연재 중. 6권 간행)

### 앤솔러지
- 유유시키 스토리 앤솔러지 코믹 1 (2013년)
- 칸코레 코믹 앤솔러지 구레진수부 편 (2013년)
- 사쿠라 트릭 앤솔러지 코믹 (2014년)
- 주문은 토끼입니까? 앤솔러지 코믹 제1권 (2014년, 게스트 일러스트)
- 금빛 모자이크 앤솔러지 코믹 제2권 (2015년)